# Котонвуд Шорс (Тексас)
Котонвуд Шорс (енгл. Cottonwood Shores) град је у америчкој савезној држави Тексас. По попису становништва из 2010. у њему је живело 1.123 становника.

## Демографија
Према попису становништва из 2010. у граду је живело 1.123 становника, што је 246 (28,1%) становника више него 2000. године.
| Група             | 2000.       | 2010.       |
| Белци             | 685 (78,1%) | 761 (67,8%) |
| Афроамериканци    | 9 (1,0%)    | 13 (1,2%)   |
| Азијати           | 1 (0,1%)    | 7 (0,6%)    |
| Хиспаноамериканци | 172 (19,6%) | 319 (28,4%) |
| Укупно            | 877         | 1.123       |